# Östra Grevie distrikt
Östra Grevie distrikt är ett distrikt i Vellinge kommun och Skåne län. 
Distriktet ligger öster om Vellinge. 

## Tidigare administrativ tillhörighet
Distriktet inrättades 2016 och utgörs av socknen Östra Grevie i Vellinge kommun
Området motsvarar den omfattning Östra Grevie församling hade 1999/2000.